# Pirapozinho
Pirapozinho é um município brasileiro do estado de São Paulo Sua população estimada em 2024 era de 26.065 habitantes. O município é formado pela sede e pelo distrito de Itororó do Paranapanema. É conhecida como Cidade Joia da Alta Sorocabana.

## História
Seu nome tem origem na língua Tupi-Guarani, sendo oriundo da palavra pirapó ou pirapora, que significa "lugar abundante em peixes que saltam" e teve como característica histórica uma colonização iniciada no começo século XX, a qual a ferrovia antecedeu as cidades e o plantio de café. Através da ferrovia foram surgindo núcleos urbanos, que serviram de apoio à expansão da colonização dessas terras em direção ao Norte do Paraná. O processo de ocupação da região ocorreu por meio de companhias de colonização e iniciativas tomadas tanto por grupos econômicos como por ações individuais para fragmentar o território e ampliar a especulação fundiária e o adensamento humano.

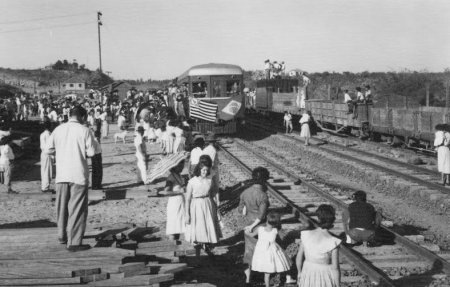
O primeiro trem da Estrada de Ferro Sorocabana a chegar em Pirapozinho.

Pirapozinho tinha a função inicial de local de passagem para quem ia à Presidente Prudente, acelerando a colonização com o desenvolvimento do comércio e a formação das propriedades agrícolas nas imediações. Na década de 1930, foi traçada a planta que deu origem ao loteamento da área. As famílias começaram a ocupar as áreas próximas das atividades comerciais e agrícolas, desenvolvendo aos poucos o núcleo urbano, que ficou por muito tempo delimitado pela  SP-425 (Rodovia Assis Chateuabriand) e pela Estrada de Ferro Sorocabana.
Pirapozinho era um lugarejo ligado a Presidente Prudente por uma picada aberta no meio de densa mata, sendo proprietários Francisco Bertasso e Benedito Reis Barreiro. 
No ano de 1933, o Dr. Albino Gomes Teixeira, engenheiro da Prefeitura Municipal de Presidente Prudente, traçou a planta de loteamento dos terrenos; lotes eram vendidos a trinta mil réis cada, tendo Francisco Nanci comprado, em longo prazo de pagamento, um quarteirão inteiro, por quatrocentos réis.
Os primeiros habitantes foram Francisco Nanci, Augusto Nanci, Francisco Marques, Sebastião Giroto, Arlindo Nogueira e os irmãos Artur, Manoel, João e Joaquim Gouveia, que se instalaram em 15 de novembro de 1933.

### Emancipação administrativa

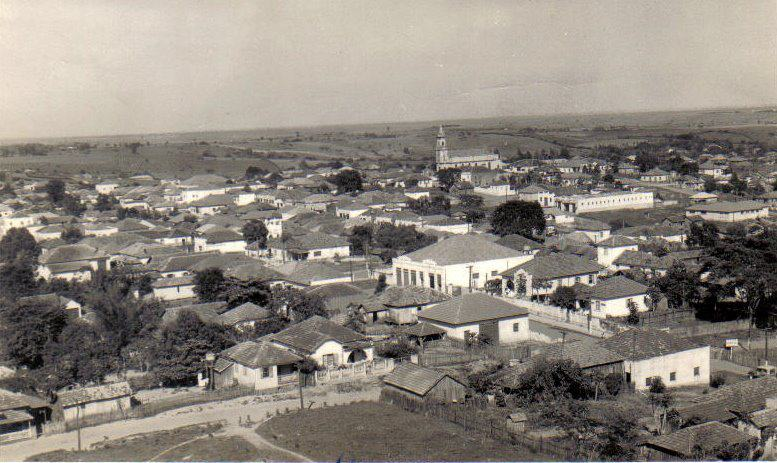
Pirapozinho em meados do século XX

Como o local oferecia boa passagem para os sitiantes da região, que demandavam a Presidente Prudente, acelerou-se a colonização com o desenvolvimento do comércio e a consequente formação de propriedades agrícolas nas imediações, propriedades estas que constituem a principal estrutura econômica do município. As famílias foram se agrupando em torno da atividade comercial e agrícola, atraindo para o local notáveis melhoramentos.
Pela Lei nº. 2.794, de 26 de dezembro de 1926, foi criado Distrito de Paz no Município e Comarca de Presidente Prudente. Pela Lei nº. 233, de 24 de dezembro de 1948, foi elevado a Município, constituído dos seguintes distritos: Pirapozinho e Narandiba.
Integrantes da comissão Pró-criação do Município, constituída em 9 de julho de 1948: Pres: Manoel Marques Silva, Secretário: Florisvaldo Ribeiro de Bessa, Tesoureiro: José Alves de Oliveira Filho, Membros: Manoel da Silva Santos, Francisco de Paula Barbosa Castro, Plauto Ramos Pereira Barreto, Avelino dos Santos, Américo Gori, Arthur de Toledo Freitas, Aquiles Vantini, João de Abreu, Milton Macedo Andrade, Benedito Pereira Ramos e Joaquim Divino Pantarotto.
Em 9 de abril de 1.949, foi realizada às 14,00 h. a Sessão de Instalação do Município de Pirapozinho, empossando como Prefeito o Sr. Manoel Marques Silva e os Vereadores eleitos.
Pela Lei nº. 2.456, de 30 de dezembro de 1953, foram incorporados os distritos de: Estrela do Norte, Itororó do Paranapanema e Tarabai.
Em 31 de dezembro de 1958, emancipa o distrito de Sandovalina e em 23 de março de 1964 com a Lei Estadual nº 8092, desmembram-se os distritos de Narandiba, Tarabai e Estrela do Norte.
Atualmente, Pirapozinho é constituído pela sede do município e pelo distrito de Itororó do Paranapanema.

## Geografia

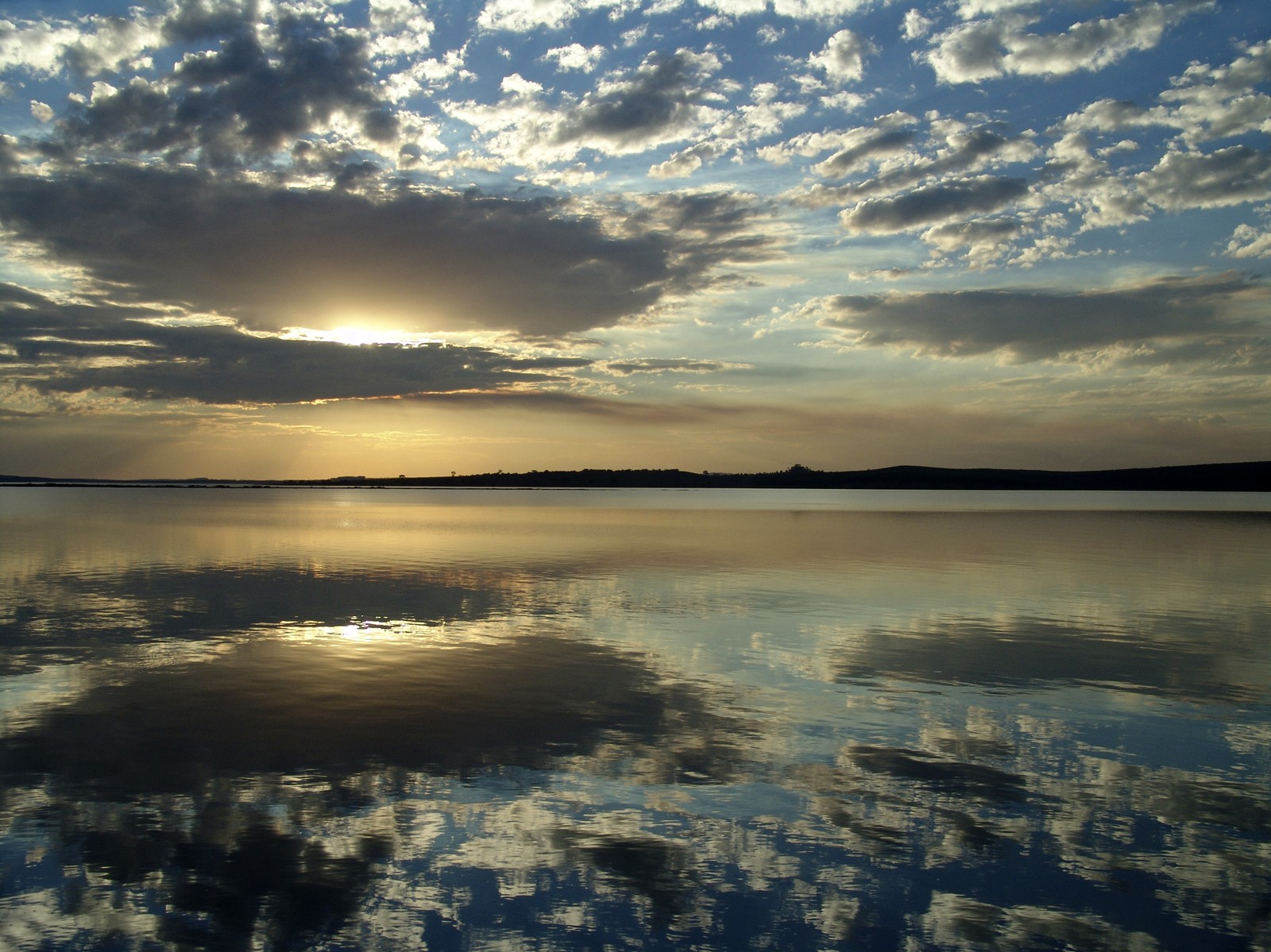
Rio Paranapanema

Localiza-se a uma latitude 22º16'31" sul e a uma longitude 51º30'00" oeste, estando a uma altitude de 487 metros. A cidade possui uma área de 482,28 km², fazendo parte em sua integridade do Aquífero Guarani. 
Pirapozinho está situado no extremo Oeste do estado de São Paulo, na microrregião de Presidente Prudente, distante 574 quilômetros de São Paulo, capital estadual, e 1010 quilômetros de Brasília, capital federal.
Sua área é de 482,28 km², e se limita com os municípios de Álvares Machado e Presidente Prudente, a norte; Narandiba, a sul; Anhumas, a leste; Tarabai, Estrela do Norte e Sandovalina, a oeste.

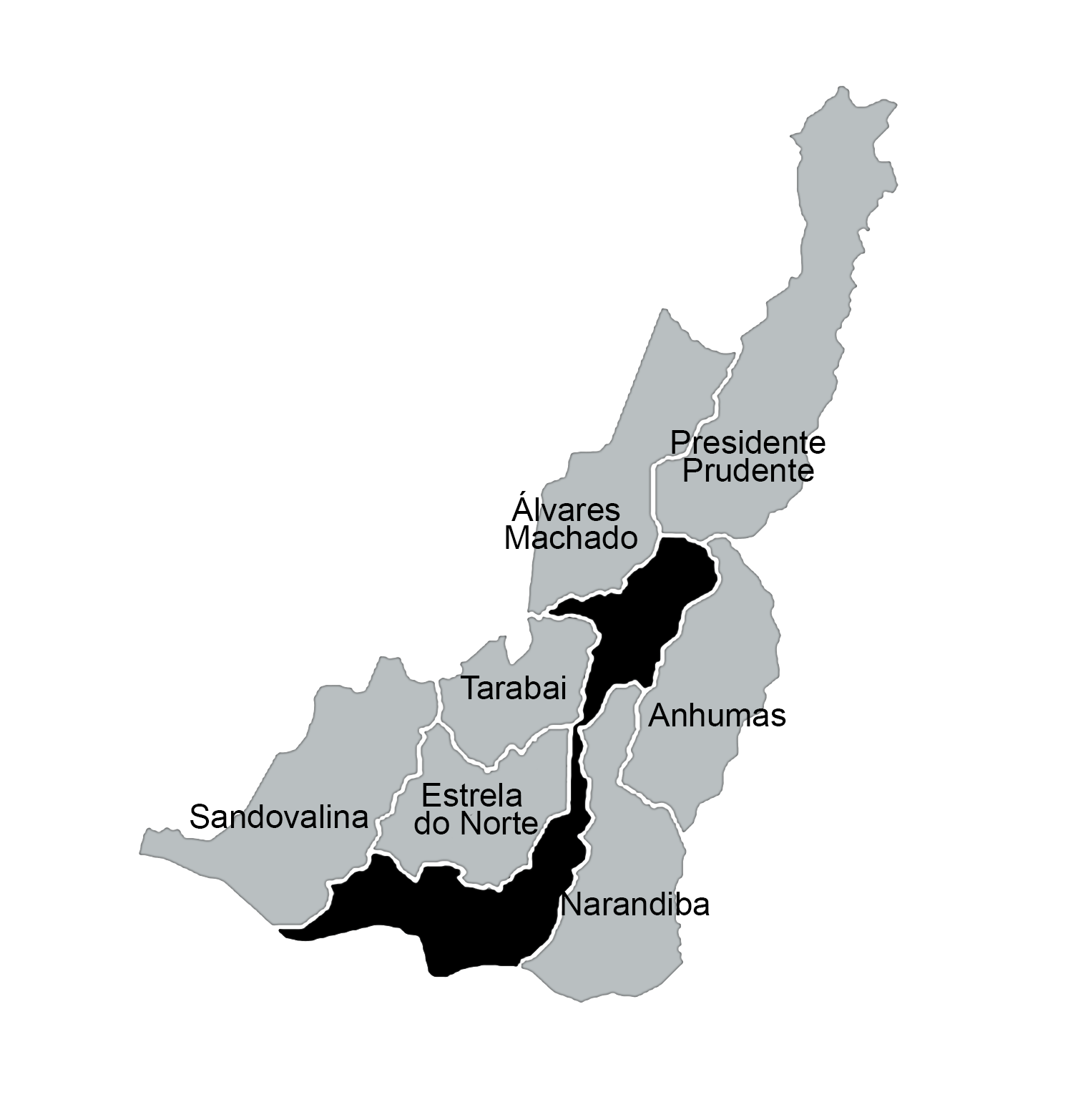
Mapa de Pirapozinho (SP), em preto, e municípios limítrofes, em cinza.

O solo predominante em Pirapozinho é o tipo Argissolo Vermelho-Amarelo.

### Hidrografia
Os principais rios que drenam o município de Pirapozinho são o Rio Santo Anastácio (ao norte/nordeste do município), que forma divisa com o município de Presidente Prudente, e o Rio Paranapanema (o sul/sudoeste do município, no Distrito de Itororó do Paranapanema), que limita o território municipal com o estado do Paraná.
Mas, na hidrografia local, há também o Córrego da Onça (ao sudeste/sul do município), Córrego do Peru (ao sudeste/sul do município), Ribeirão Laranjeira, Ribeirão Laranjeirinha, Rio Pirapozinho (ao norte/noroeste do município) e Ribeirão Rebojo. O ponto mais elevado da cidade situa-se a 484 metros.

### Clima
O clima de Pirapozinho é classificado como Tropical típico, com duas estações bem definidas: um inverno seco e um verão chuvoso. A temperatura média anual é de 23,5°C.
As temperaturas máxima e mínimas registradas pela Estação Meteorológica da UNESP de Presidente Prudente são respectivamente de 39,3°C e mínima de -1,8°C.
A precipitação média anual é de 1300 mm.

## Demografia

### Dados demográficos
Em 2010, a população do município foi contada pelo Instituto Brasileiro de Geografia e Estatística (IBGE) em 24.893 habitantes, sendo o quinto mais populoso da Região Administrativa de Presidente Prudente, apresentando uma densidade demográfica de 51,66 habitantes por km². Segundo o censo de 2010, 12.082 habitantes eram homens e 12.612 habitantes mulheres. Ainda segundo o mesmo censo, 23.462 habitantes viviam na zona urbana e 1.232 na zona rural. Já segundo estatísticas divulgadas em 2019, a estimativa da população municipal era de 27.527 habitantes. O Índice de Desenvolvimento Humano Municipal (IDH-M) de Pirapozinho é considerado elevado pelo Programa das Nações Unidas para o Desenvolvimento (PNUD).
Expectativa de vida (anos): 70,78
Taxa de fecundidade (filhos por mulher): 1,98
Taxa de Alfabetização: 89,13%
- IDH-M Renda: 0,721
- IDH-M Longevidade: 0,763
- IDH-M Educação: 0,865

(Fonte: IPEADATA)

## Política e administração

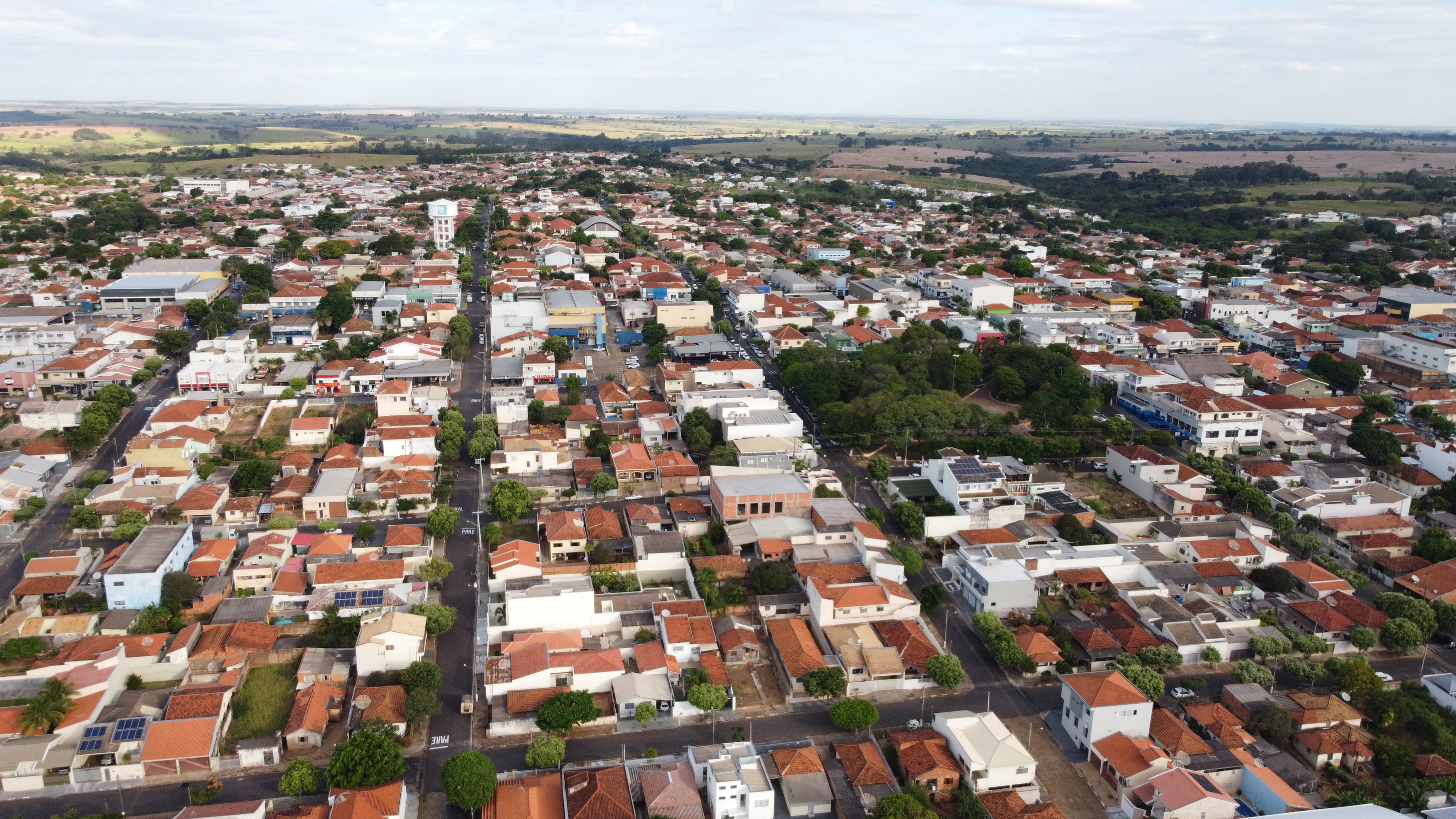
Foto aérea do Município de Pirapozinho com ênfase na Praça Manoel Marques Silva.

A administração municipal se dá pelo poder executivo e pelo poder legislativo. Em novembro de 2020, o candidato que venceu as eleições em primeiro turno no município foi Valdir Assef, do MDB, juntamente com seu vice-prefeito Lucas Padovan Santos Pavani , sendo eleito com 57,11% dos votos válidos. Valdir Assef afastou-se de suas funções para realizar um tratamento intensivo contra um câncer a partir do dia 10 de maio de 2021, mas veio a falecer no dia 29 de junho de 2021 aos 70 anos de idade. O vice-prefeito e então atual prefeito interino assume oficialmente suas funções como prefeito do município de Pirapozinho. Nas eleições municipais de 2024, Lucas Padovan foi reeleito para um segundo mandato pelo PSD, com 85,49% dos votos válidos, tendo como vice-prefeito Gilmar Bernardino de Souza (MDB).
O poder executivo do município é representado pelo prefeito e seu gabinete de secretários, seguindo o modelo proposto pela Constituição Federal. O primeiro prefeito foi Manoel Marques Silva, que esteve à frente do cargo entre 1949 e 1953.
Já o Poder legislativo é constituído pela câmara, composta por onze vereadores eleitos para mandatos de quatro anos (em observância ao disposto no artigo 29 da Constituição). Seu primeiro presidente foi Francisco de Paula Barbosa Castro, entre 1949 e 1950. Cabe à casa elaborar e votar leis fundamentais à administração e ao Executivo, especialmente o orçamento participativo (Lei de Diretrizes Orçamentárias).

### Subdivisões
Pirapozinho é dividido em bairros, tendo 35 reconhecidos:
| - CDHU - Centro - Cohab - Campo Largo - Jardim Alvorada - Jardim Bela Vista - Jardim Castilho - Jardim das Flores - Jardim do Sol - Jardim Esperança - Jardim Flores - Jardim Imperial - Jardim Marrafon - Jardim Monte Rei - Jardim Morada Sol | - Jardim Sol - Jardim Soledade - Jardim Vantini - Jardim Novo Horizonte - Jardim Wanderley Remelly - Jardim Xavier - Natal Marrafon - Noite Negra - Novo Horizonte - Núcleo Industrial - Vila Castilho - Vila Mariza - Vila Marquês - Vila Rouxinol | - Vila São Francisco - Vila São João - Vila Santa Rosa - Vila São José - Vila Soler |

## Economia
Pirapozinho tem como base econômica a indústria, o comércio e atividades agropecuárias, com um Produto interno bruto (PIB) per capita de 35.603,90 reais (IBGE, 2017).
O comércio se concentra na área central, com lojas diversificadas, bancos, supermercados, etc. e a indústria que é expressiva para a cidade. Há indústrias ligadas ao ramo químico e agroindustrial de capital e projeção relevante, como a antiga Braswey (hoje Bracol) e a Danisco instalada em seu território. Há também a Foyer que se dedica à produção de roupas jeans, a Sumetal, voltada à produção de fivelas e botões, entre outras como as pertencentes ao segmento alimentício, como Sina, Charque Favorito e Frigorífico Naturafrig.
O setor industrial proporciona 36,80% no total do valor adicionado do PIB do município, o setor de serviços 54,97%, e o setor agropecuário 8,24% (IBGE, 2012).

### Setor agropecuário
A área de menor participação econômica no município se dá, em sua maior parte, por pastagens e culturas temporárias, conforme o Levantamento Censitário das Unidades de Produção Agropecuária do Estado de São Paulo – LUPA (2008). Os demais usos são cobertura vegetal natural, culturas perenes, reflorestamento, entre outros usos. As principais criações animais do município estão entre a criação de gado e de aves. As culturas mais cultivadas são a produção de braquiária (devido a grande área de pastagens) e de cana-de açúcar (devido à existência de usina de açúcar e álcool nas proximidades do município). A estratificação das áreas agrícolas do município em maior parte dos extratos municipais é para propriedades de pequeno (até 20 hectares) e médio porte (20 a 50 hectares).
O município tem como principal exploração a bovinocultura do corte, com 20.596 cabeças, do leite com 2.340 cabeças e a mista, com 7.171 cabeças - para avicultura de ovos, com 19.150 cabeças dentre outras como suinocultura, com 1.896 cabeças, ovinocultura, com 1.340 cabeças, equinocultura, com 1.037 cabeças, caprinocultura, com 86 cabeças, bubalinocultura, com 52 cabeças, Asininos e Muares, com 37 e avicultura ornamental, decorativa e exótica com 30 cabeças.
A área de cultivo se dá principalmente pela braquiária, com uma área(ha) de 17.382 km², cana-de-açúcar, com 16.749 km², Milho, com 2.117 km², Soja, com 1.289 km², Batata-doce, com 255 km² dentre outros, como: Eucalipto, Algodão, Abóbora, Café, Mandioca, Amora, Coco-da-baia e Capim-napier.

### Setor industrial
Com a segunda maior participação na economia, o município dispõe de algumas indústrias de grande porte, tais como:
- Sina Indústria De Alimentos Ltda; indústria de alimentos. Via De Acesso Nadir Flávia De Medeiros, Vila São Francisco;
- Favorito Comércio E Indústria De Carnes Ltda; produção de charque. Sito a Estrada Municipal Pirapozinho a Cel. Goulart;
- Naturafrig Indústria E Comércio Ltda; abate de bovinos, Rodovia Assis Chateaubriand- Sp 425, km 476;
- Danisco Brasil Ltda; Rua João de Abreu, 186, Vl. Santa Rosa.

## Infraestrutura

### Comunicações
O sistema de telefones automáticos foi inaugurado na cidade em 1977 pela Telecomunicações de São Paulo (TELESP), que também implantou o sistema de discagem direta à distância (DDD) em 1979 com o código de área (0182). Anteriormente a cidade era atendida pela Empresa Telefônica Paulista.
Na década de 90 o código DDD da cidade foi alterado para (018), para padronização do sistema telefônico com a telefonia celular que estava sendo implantada em todo o estado.

## Cultura e lazer

### Festa Junina de Pirapozinho
A cidade orgulha-se por ter a maior fogueira do Brasil, com mais de 50 metros de altura. A Fejupi (Festa Junina de Pirapozinho) é promovida pela Prefeitura Municipal em homenagem a São João Batista, o santo padroeiro da cidade, e acontece sempre entre os meses de Junho e Julho com duração inicial de uma semana, exceto em 2002 quando teve duração de 12 dias.
A Fejupi acontece desde 1987, deixando de ser realizada apenas em 2001, em virtude do Racionamento, mais conhecido como Crise do apagão e 2020, 2021 e 2022 em virtude da pandemia de Covid-19. E passam por lá cerca de 100.000 pessoas. No último dia da festa é acesa a fogueira acompanhada de um show pirotécnico, fechando com chave de ouro uma das maiores festas regionais do interior do Estado de São Paulo. Nos últimos anos a duração foi reduzida para 4 dias (quarta, quinta, sexta e sábado). Shows, parque de diversões, barracas de comidas típicas (ou não) fazem parte das atrações.

### Lazer
- Centro Cultural Municipal;
- Estádio Municipal Mário da Costa Cruz;
- Parque do Povo;
- Pista de Motocross;
- Pista de Wheeling;
- Arena de Rodeio;
- Ginásio Municipal de Esportes;
- Praça Poliesportiva do Conjunto Habitacional Adélia Jorge de Oliveira;

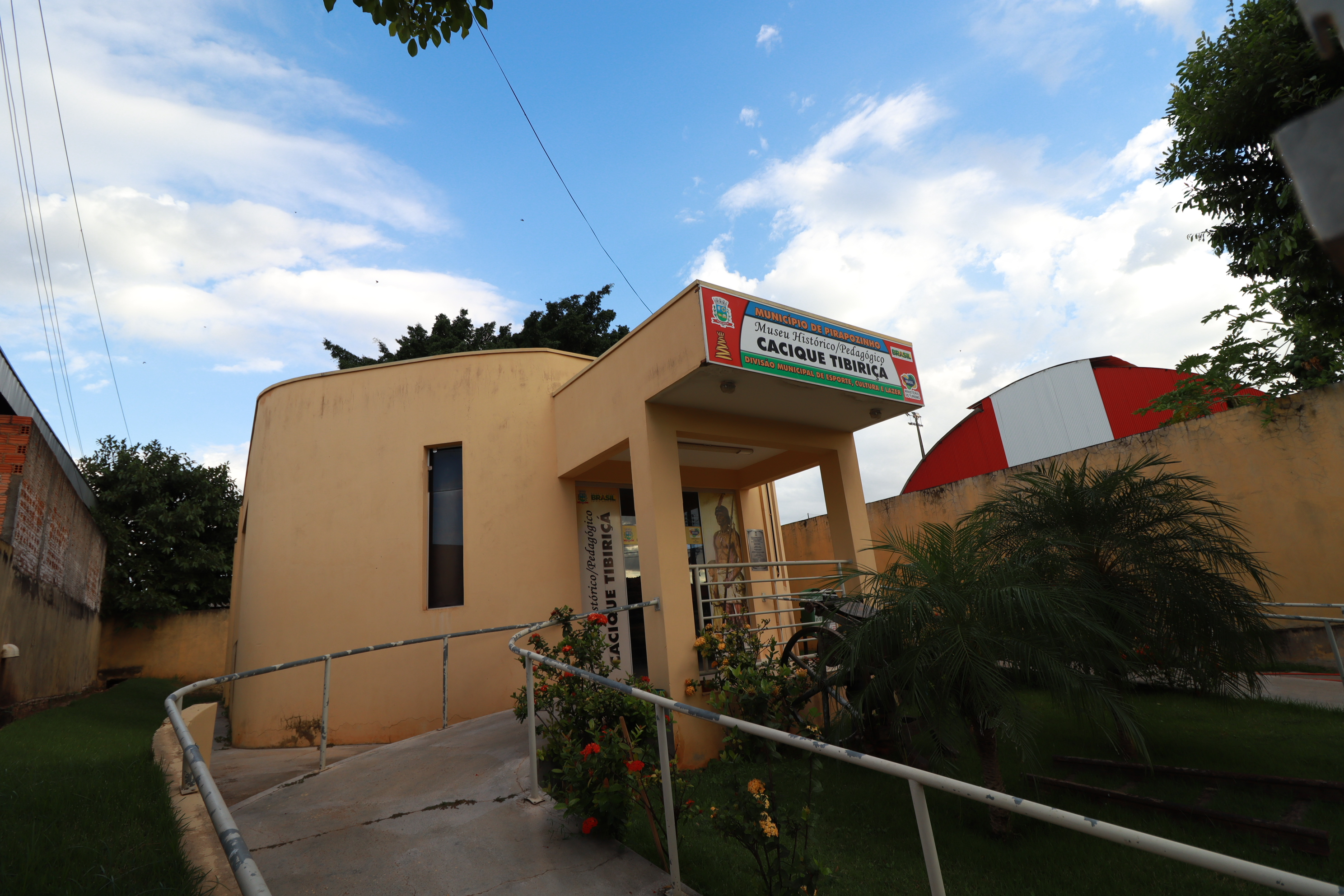
Museu Histórico e Pedagógico Cacique Tibiriçá

- BEC Grêmio Recreativo;
- V.E.C. (Videira Esporte Clube);
- Terra Parque Eco Resort

### Clubes
- Clube Recreativo e Esportivo;
- Rotary Club de Pirapozinho;
- Rotaract Club de Pirapozinho;
- Interact Club de Pirapozinho;
- ACAD;
- Lions Club de Pirapozinho;
- Loja Maçônica Fraternidade e Progresso;
- Loja Maçônica Evolução e Dignidade;
- Clube dos 30 de Pirapozinho;
- Alps Futebol Clube;
- Videira Esporte Clube (V.E.C.).
- Unimaster Voleibol Feminino
- Master Futebol Clube

## Religião
O Cristianismo se faz presente na cidade da seguinte forma:

### Igreja Católica
- A igreja faz parte da Diocese de Presidente Prudente.[25]

### Igrejas Evangélicas
Entre as igrejas protestantes históricas, pentecostais e neopentecostais, encontram-se na cidade:
- Assembleia de Deus Ministério do Belém.[28][29]
- Congregação Cristã no Brasil.[30]
- Igreja Adventista do Sétimo Dia.